# Tintin i hajsjön
Tintin i hajsjön, även Tintin och hajsjön (originaltitel Tintin et le Lac aux requins, ordagrant "Tintin och hajarnas sjö" på franska), är en franskspråkig animerad film från 1972, baserat på Tintin, en figur av serieskaparen Hergé (eg. Georges Remi, 1907–1983).
Den belgiske serieskaparen, filmproducenten och regissören Raymond Leblanc (1915–2008) svarade för regi, medan serieskaparen Greg (eg. Michel Régnier, 1931–1999) skrev manus.

## Handling
Tintin, Kapten Haddock och Dupondtarna reser till Syldavien för att besöka Professor Kalkyl och se på hans nya uppfinning, men något går snett på flygresan. Planet fattar eld, men Tintin lyckas nödlanda och senare får de hjälp av barnen Niko och Nouchka. Niko och Nouchka följer med Tintin och vänner till professor Kalkyl, där de blir kidnappade.

## Rollista
| Roll                  | Originalröst     | Svensk röst        |
| Tintin                | Jacques Careuil  | Tomas Bolme        |
| Kapten Haddock        | Claude Bertrand  | Åke Lindström      |
| Professor Kalkyl      | Henri Virlogeux  | Lars Edström       |
| Dupont                | Paul Rieger      | Bert-Åke Varg      |
| Dupond                | Guy Piérauld     | Fredrik Ohlsson    |
| Niko                  | Jacques Vinitzki | Claes Löfgren      |
| Nouchka               | Marie Vinitzki   | Katarina Lundqvist |
| Roberto Rastapopoulos | Serge Nadaud     | John Harryson      |
| Bianca Castafiore     | Micheline Dax    | Kjerstin Dellert   |
| Madame Vlek           | Nathalie Nerval  | Gunnar Ernblad     |

- Övriga röster — Doreen Denning
- Svensk röstregi — Fred Hjelm[13]
- Dubbningsstudio — Europafilm[14]

## Utgivning
Filmen gavs ut år 1982 på VHS under titeln Tintin och hajsjön och senare på DVD under titeln Tintin i hajsjön. Filmen har även visats på TV 1000 också med titeln Tintin i hajsjön.

## Seriealbum
Filmen utgår inte från något tidigare album, utan från ett originalmanus skrivet för filmen. Senare har däremot ett seriealbum med namnet Tintin och hajsjön producerats, delvis med stillbilder från filmen, försedda med pratbubblor. Det gavs ut år 1973 i svensk översättning, som Carlsen/if:s Tintin-album nummer 20.